# Landiner Haussee
Das Naturschutzgebiet Landiner Haussee liegt auf dem Gebiet der Stadt Schwedt/Oder im Landkreis Uckermark in Brandenburg.
Das Gebiet mit der Kenn-Nummer 1551 wurde mit Verordnung 13. Dezember 2002 unter Naturschutz gestellt. Das rund 123 ha große Naturschutzgebiet mit dem Haussee erstreckt sich südlich von Hohenlandin und westlich von Niederlandin, beide Gemeindeteile von Mark Landin. Südlich verläuft die B 2.